# Prionostemma aureolituratum
Prionostemma aureolituratum is een hooiwagen uit de familie Sclerosomatidae.